# روبرت دبليو. لوليس
روبرت دبليو. لوليس (بالإنجليزية: Robert W. Lawless)‏ هو مسير أعمال وأستاذ جامعي أمريكي، ولد في 13 فبراير 1937 في باي تاون في الولايات المتحدة.